# Kasania
Kasania is een geslacht van vlinders van de familie van de grasmotten (Crambidae), uit de onderfamilie van de Acentropinae. De wetenschappelijke naam en de beschrijving van dit geslacht werden voor het eerst in 1910 gepubliceerd door Leon Konstantinovitsj Kroelikofski. 
Dit geslacht is monotypisch, dat wil zeggen dat het maar één soort heeft namelijk Kasania arundinalis (Eversmann, 1842).